# ASPTT Mulhouse Volley-Ball 2008-2009
Questa voce raccoglie le informazioni riguardanti l'ASPTT Mulhouse Volley-Ball nelle competizioni ufficiali della stagione 2008-2009.

## Organigramma societario
Area direttiva
- Presidente: Gérard Reeb

Area tecnica
- Allenatore: Magali Magail
- Allenatore in seconda: Teresa Worek

## Rosa
| N° | Nome                 | Ruolo | Data di nascita   | Nazionalità sportiva |
| -- | -------------------- | ----- | ----------------- | -------------------- |
| 1  | Myriam Kloster       | C     | 4 agosto 1989     | Francia              |
| 2  | Charline Houillon    | S     | 11 novembre 1988  | Francia              |
| 3  | Anna Barnak-Marić    | O     | 30 marzo 1978     | Serbia               |
| 4  | Christina Bauer      | C     | 1º gennaio 1988   | Francia              |
| 6  | Déborah Ortschitt    | L     | 10 giugno 1987    | Francia              |
| 7  | Alexia Djilali       | S     | 27 ottobre 1987   | Francia              |
| 8  | Coralie Larnack      | C     | 22 ottobre 1982   | Francia              |
| 9  | Aminata Coulibaly    | S     | 27 settembre 1988 | Francia              |
| 10 | Sanja Hanusić        | S     | 17 luglio 1986    | Serbia               |
| 11 | Armelle Faesch       | P     | 26 dicembre 1981  | Francia              |
| 12 | Isaline Sager-Weider | C     | 5 luglio 1988     | Francia              |
| 15 | Martina Georgieva    | S     | 7 marzo 1985      | Bulgaria             |